# Ebang-Logol jezici
Ebang-Logol jezici, ogranak centralnoheibanskih jezika iz Sudana, šira kordofanska porodica. Dijeli se dalje na podskupine:
a. Ebang-Laru (2): heiban il iebang [hbn], 4.410 (1984); laro ili aaleira, laru [lro], 40.000 (1998 local).
b. Logol (1): logol [lof]
c. Utoro (1): otoro [otr]

## Vanjske poveznice
- Ethnologue (14th)
- Ethnologue (15th)